# Liste der Baudenkmäler in Gymnich
Die Liste der Baudenkmäler in Gymnich enthält die denkmalgeschützten Bauwerke auf dem Gebiet von Erftstadt-Gymnich in Nordrhein-Westfalen (Stand: Juni 2024). Diese Baudenkmäler sind in der Denkmalliste der Stadt Erftstadt eingetragen; Grundlage für die Aufnahme ist das Denkmalschutzgesetz Nordrhein-Westfalen (DSchG NRW).

## Baudenkmäler
Die Liste der Baudenkmäler enthält Sakralbauten, Wohn- und Fachwerkhäuser, historische Gutshöfe und Adelsbauten, Industrieanlagen, Wegekreuze und andere Kleindenkmäler sowie Grabmale und Grabstätten, die eine besondere Bedeutung für die Geschichte Erftstadts haben.
Hinweis: Die Reihenfolge der Denkmäler in dieser Liste entspricht der offiziellen Liste und ist nach Bezeichnung, Ortsteilen und Straßen sortierbar.
| Bild                                         | Bezeichnung | Lage                            | Beschreibung | Bauzeit                                  | Eingetragen seit | Denkmal- nummer |
| -------------------------------------------- | --- | ------------------------------- | --- | ---------------------------------------- | ---------------- | --------------- |
| weitere Bilder                               | Bildstock Fußfällchen | Kohlstraße/Am Fußfall           | Das Backsteinmauerwerk des 270 cm hohen und 150 cm breiten Bildstocks ist in den Farben hellblau und grau verputzt. Auf einem gestuften rechteckigen Sockel ist ein rundbogiger Aufsatz mit einer rundbogigen Nische errichtet. Zwischen Sockel und Bildnische befindet sich ein vorgelegtes profiliertes Gesims. Der Bildstock wurde 1979/80 von den Bewohnern der Kohlstraße restauriert. Das Buntsandsteinrelief in der Nische mit der Darstellung eines Kreuzfalls Christi und der Inschrift: DER HERR IST BEI EUCH 1738 gestaltete der Kölner Bildhauer Karl Fricke. Vor der Bildnische befindet sich ein schmiedeeisernes Rautengitter. Die Darstellung des Kreuzfalls Christi verweist auf die ursprüngliche Funktion des Fußfällchens als eine Station bei den Sieben Fußfällen, die 1930 in Gymnich noch praktiziert wurden. | 1738                                     | 12.08.1982       | 024             |
| weitere Bilder                               | Pfarrkirche St. Kunibert | Gymnicher Hauptstraße 1a        | Die Backsteinkirche wurde in den Jahren 1759–1763 kurkölnischen Hofbaumeister Ignatius Kees im Barockstil erbaut. Die einschiffige dreiachsige Saalkirche mit einem angebauten Chor hat einen vorgelagerten dreigeschossigen Westturm, dem ein vierkantiger Schiefer gedeckter Zwiebelturm aufgesetzt ist. Helle Verputzkanten und Gesimse sind Gestaltungselemente der Fassade. Das hohe mit Schiefer gedeckte Dach des Langhauses hebt sich deutlich vom niedrigeren Dach des Chores ab. Im Erdgeschoss des Turmes befinden sich seitlich die beiden Eingangsportale, von denen das südliche als Haupteingang dient. Über dem Hauptportal steht auf einem Sockel eine restaurierte Sonnenuhr aus dem Jahre 1577. Das Bronzetor des Hauptportals ist ein Werk des Künstlers Sepp Hürten. Das Kirchenschiff mit je drei großen seitlichen Rundbogenfenstern, in die neugotisches Maßwerk eingesetzt wurde, ist durch Strebepfeiler an den Außenwänden gegliedert.                                                          | 1759/63                                  | 12.08.1982       | 031             |
| weitere Bilder                               | Mariensäule | Kerpener Straße / Alter Burgweg | Die etwa 525 cm hohe Säule auf einem zweistufigen Basaltpodest hat einen aus mehreren Abschnitten bestehenden Aufbau: quadratischer Sockel, achteckiger Schaft, darauf eine kleine Säule, deren Kapitell eine aus gelbem Sandstein geschaffenen Statue der Maria Immakulata trägt. Auf der Vorderseite des Sockels findet sich die Inschrift: O Maria ohne Sünden empfangen bitte für uns die wir unsere Zuflucht zu Dir nehmen, auf der Rückseite: Dieses Bild wurde errichtet am 1ten Mai 1856 von Maximilian Felix Graf von Wolff Metternich und Hermenegilde Gräfin von Wolff Metternich geb. Gräfin von Bocholtz-Asseburg. | 1856                                     | 20.09.1982       | 052             |
| weitere Bilder                               | Burganlage Schloss Gymnich | Balkhausener Straße 2 Karte     | Das von Wassergräben umgebene Schloss besteht aus einem im Jahre 1547 erbauten Flügel mit Kapellenturm, der 1655 nach Kriegszerstörung im Barockstil wiederaufgebaut und 1835 um eine Fensterachse verlängert wurde und einem im rechten Winkel anschließenden 1722 errichteten Flügel. | 1547, 1722                               | 20.09.1982       | 052             |
| weitere Bilder                               | Johannisbrücke mit Statue des heiligen Johannes von Nepomuk                                                                       | Balkhausener Straße Karte       | Die Johannisbrücke, eine barocke Bogenbrücke, ist die älteste Gymnicher Brücke und ist nach dem Brückenheiligen Johannes von Nepomuk benannt, dessen Figur an der Brücke auf einem Sockel steht. Das an der Brücke noch erhaltene stark verwitterte Allianzwappen von Gymnich/Frankenstein (es entspricht dem Allianzwappen an der Gymnicher Mühle) verweist auf den Erbauer Carl Otto Ludwig Theodat von und zu Gymnich. | um 1740                                  | 18.01.1983       | 056             |
| weitere Bilder                               | Gymnicher Mühle, Mühlengebäude | Gymnicher Mühle 8 Karte         | Das Wohnhaus der dreiflügeligen Mühlenanlage besitzt im Erdgeschoss eine Backsteinfassade. Das Obergeschoss in Fachwerk wurde über einem Geschossabschlusssims errichtet. Die Gefache sind mit hellen Ziegeln ausgemauert, die Balken erhielten einen grünen Anstrich. Über den auskragenden geschweiften Balkenköpfen der Obergeschossdecke hat das Haus einen Drempel. Bei der Restaurierung wurden Dachgauben eingebaut. An der Giebelseite des Mühlenhauses ist das eiserne Wasserrad angebracht. | 18. Jh.                                  | 22.03.1984       | 090             |
| weitere Bilder                               | Kämischhof | Kerpener Straße 10              | Das zweigeschossige traufseitig zur Straße gelegene Wohnhaus wurde in Backstein errichtet. Eine seitliche rundbogige Einfahrt führt in den Hof, eine zweistufige Treppe, bei dessen oberer Stufe der Teil eines Mühlrads Verwendung fand, zur Haustür. Die Fenster im Untergeschoss besitzen wie die Haustür Sandsteinfassungen. Im Türsturz findet sich eine Inschrift mit der Datierung 1763 und den Namen der Erbauer. FLAGELLUM NON APPRO/PINQUABIT PS 90 I H S JOH FROITZH/ A M KAULS AO MDCCLXIII | 1763                                     | 18.06.1985       | 096             |
| weitere Bilder                               | Annakapelle | Kohlstraße Karte                | Die außerhalb des Ortes an der Kohlstraße gelegene Backsteinkapelle wurde 1880 erbaut. | 1880                                     | 04.12.1990       | 141             |
| weitere Bilder                               | Wegekreuz | Pilgerweg                       | Sockel, Schaft und Gesims bestehen aus Belgisch Granit, das aufgesetzte Kreuz aus weißem Marmor, der Korpus aus Metall. Die Sockelinschrift: MEIN JESUS BARMHERZIGKEIT. Das Kreuz wurde aus der Flur „Drieschen“ an diese Stelle versetzt. | 19. Jh.                                  | 18.04.1991       | 152             |
| weitere Bilder                               | Wegekreuz | Siedlerweg 27                   | Das Wegekreuz besteht aus einem gestuften Sockel, einem hochrechteckigen Schaft mit Inschrift und einem Kreuz mit Korpus. Die Inschrift: Dieses Kreuz errichteten zur Ehre Gottes und Erbauung der Gläubigen am 1. Juni 1846 die Eigenthümer des Erbericher Hofes Heinrich Esser geb. 14. März 1773 gest. 15. November 1845, Iohann Esser geb. 25. Ianuar 1779 und M. Cath. Keutmann Ehegattin des sel. Heinrich Esser geb. zu Broich 1. Ianuar 1769 O.A.M.D.G. | 1864                                     | 10.10.1991       | 162             |
| weitere Bilder                               | Wegekreuz | Vorpforte / Neustraße           | Das überdachte, durch eine rautenförmige Holzplatte geschützte Holzkreuz mit einem Korpus aus Metall steht auf einem hohen Schaft. | 20. Jh.                                  | 23.10.1991       | 166             |
| weitere Bilder                               | Jüdischer Friedhof | Neustraße Karte                 | Der Friedhof, von dem noch 27 Grabsteine erhalten sind, wurde von 1846 bis 1942 als Begräbnisstätte benutzt. | 1846                                     | 13.12.1991       | 172             |
| weitere Bilder                               | Fachwerkhofanlage | Am Büschel 31                   | Der eingeschossige Fachwerkhof besteht aus einem Wohnhaus mit abgesetztem Sockel und zweiflügelig dazu angeordneten Wirtschaftsgebäuden. An das giebelseitig zur Straße stehende Wohnhaus schließt sich ein Verbindungstrakt mit großer Einfahrt an. Bei der Restaurierung der Gebäude und dem Umbau zu Wohnungen in den 1990er Jahren blieb die Holzkonstruktion erhalten. Schadhafte Holzbalken wurden ersetzt, die Gefache mit Strohlehm ausgebessert, die Sprossenfenster originalgetreu erneuert und das Dach mit Pfannen gedeckt. | Anfang 19. Jh.                           | 14.03.1991       | 181             |
| weitere Bilder                               | Brennerhof | Spillesstraße 7                 | Er ist der bekannteste Bauernhof im Ortskern von Gymnich. Seine heutige Hausnummer Spillesstraße 7 sagt kaum, dass er buchstäblich im Blickwinkel des ehemaligen Spillesplatze (früher „Brennischpool“) und der alten Spillesgasse (zur Hauptstraße) liegt. Das stattliche zweieinhalbgeschossige Gebäude mit den vier Fensterachsen wurde 1701 erbaut. Die Initialen über den Fensteranker bezeichnen das Jahr der Erweiterung: 1843. Mit Sicherheit stand aber vor dem heutigen Backsteingebäude ein aus Fachwerk errichteter Vorgängerhof, von dem noch heute feststellbare Teile in den Neubau einbezogen wurden. Der um 1890 die Rektoratsschule in Kerpen leitende spätere Kölner Mundartdichter Wilhelm Schneider-Clauß, der die Gymnicher Verhältnisse gut kannte, weil seine Mutter die Gymnicher Schmiedemeistertochter Katharina Segschneider war (die Schmiede befand sich an der Hauptstraße, heute Fuxius) beschreibt bereits 1895 in seinem frühen Werk „Der Gymnicher Ritt“ den alten Brennerhof von 1701. | 1843                                     | 01.07.1993       | 186             |
| weitere Bilder                               | 1-geschossiges Backsteinhaus | Am Büschel 10                   | Das eingeschossige Backsteinhaus steht auf einem abgesetzten an der Giebelseite verputzten Backsteinsockel. Der Giebel besteht aus Backstein. Im Giebel befinden sich Anker B und A und drei kleine Fenster mit Sohlbänken. | Anfang 19. Jh.                           | 19.03.1993       | 196             |
| Ehemalige Schule, Backsteingebäude           | Ehemalige Schule, Backsteingebäude                                                                                                | Gymnicher Hauptstraße 5         | Der zweigeschossige Backsteinbau wurde 1838 als Schulhaus errichtet. Eine Gedenktafel aus Sandstein im Obergeschoss mit Bibelsprüchen nennt das Erbauungsjahr. Die Verlängerung des Gebäudes aus dem Jahr 1842 war Sitz des Bürgermeisteramtes. Über dem Türsturz des straßenseitig gelegenen breiten Eingangs in der dritten von acht Fensterachsen wird das Gebäude als Bürgermeisteramt bezeichnet wird. Ein Geschosstrennungsgesims verläuft zwischen den beiden Geschossen. Die Fassade ist gleichmäßig gestaltet mit einem abgesetzten verputzten Sockel und gleichmäßig aufgereihten Fenstern mit Werksteingewänden. | 1838 und 1842                            | 31.05.1994       | 209             |
| weitere Bilder                               | Schützenhalle, 3-schiffige Backsteinhalle                                                                                         | Schützenstraße 30               | Das dreischiffige Backsteingebäude mit einem hohen Mittelschiff und zwei niedrigen Seitenschiffen wurde 1876 im Basilikastil als Fest- und Versammlungsstätte erbaut. An den Ecken der einzelnen Schiffe befinden sich kleine Aufsetzer mit Giebeln. Am Nordgiebel des Schützenhauses wurden die Reste (Soldat mit Gewehr) des restaurierten Kriegerdenkmals von 1926 aufgestellt. | 1876                                     | 04.10.1995       | 239             |
| 2-geschossiges Backsteinhaus                 | 2-geschossiges Backsteinhaus | Spillesstraße 10                | Das zweigeschossige 5-achsige Backsteinwohnhaus wurde 1860 erbaut. Es hat einen abgesetzten Sockel mit freiliegenden Kellerfenstern. Der Eingang mit davor gelegener zweiläufiger Freitreppe liegt in der Mittelachse. Unterhalb der Sohlbänke der Fenster befinden sich in beiden Geschossen kreuzförmige Mauervertiefungen, die als Ornamentband angeordnet sind. | 1860                                     | 10.10.1995       | 240             |
| weitere Bilder                               | 2-geschossiges Backsteinhaus | Kohlstraße 25 Karte             | Das zweigeschossige Backsteinwohnhaus mit abgesetztem Sockel und freiliegenden Kellerfenstern liegt mit der Traufseite zur Straße. Ein Geschosstrennungsgesims und ein Traufgesims gliedern die Fassade. Der Eingang liegt in der Mitte des 5-achsig Hauses. Die gleichmäßig angebrachten Fenster haben Werksteingewände. | Mitte 19. Jh.                            | 27.10.1995       | 243             |
| weitere Bilder                               | Teileintrag 2-geschossige Backsteinfassade                                                                                        | Kohlstraße 29 Karte             | Das zweigeschossige Backsteingebäude mit abgesetztem Backsteinsockel hat seitlich eine große überbaute korbbogige Hofeinfahrt. Vor dem rundbogigen Hauseingang liegt eine kleine Zugangstreppe. Die Blendrahmen der Fenster und der Eingangstür bestehen aus dunkelfarbigen Ziegeln. Ein Geschosstrennungsgesims verläuft über die gesamte Fassade. Unter der gestuften Traufzone ist die Datierung durch die Zahlen 1864 angegeben. | 1864                                     | 27.10.1995       | 244             |
| weitere Bilder                               | 1-geschossiges Fachwerkhaus | Kohlstraße 3 Karte              | Das eingeschossige traufenständig zur Kohlstraße stehende Fachwerkhaus mit einem Backsteinanbau wurde nach der Jahreszahl im hölzernen Türsturz 1803 errichtet. An der Giebelseite kragt das Obergeschoss leicht vor. Über dem an der Traufseite gelegenen Eingang befindet sich ein Inschriftbalken, dessen Inschrift nur noch zum Teil lesbar ist: GELOBT SEI JESUS CHRIST 1803 HIER STEH ICH IN GOTTES HA(ND) GOTT VEWAHR ES FUER UND BRAND. In der Mitte des Balkens befindet sich ein Kreis mit einem Kreuz und den Buchstaben I H S | 1803                                     | 21.12.1995       | 248             |
| Ehemaliges Josefkloster                      | Ehemaliges Josefkloster | Pfarrer-Weißenfeld-Straße 38    | Das dreigeschossige Backsteingebäude mit abgesetztem verputzten Sockel wurde 1859 als Wohnung für die Klosterschwestern und zur Aufnahme pflegebedürftiger Kranker erbaut. Die seitlichen Anbauten wurden um 1900 und 1931/32 errichtet. Über der mittleren Achse des 7-achsigen Hauptgebäudes befindet sich ein Zwerchhaus mit einem Kreuz auf dem mit Pfannen gedeckten Dach. Die Fassade ist durch betonte Fenstergewände und nicht durchlaufende Gesimse mit Zahnschnitt gestaltet. | 1859, um 1900, 1931/32                   | 08.01.1996       | 253             |
| Wohnhaus teilweise Fachwerk/Backstein        | Wohnhaus teilweise Fachwerk/Backstein                                                                                             | Am Flutgraben 2                 | Das zweigeschossige Gebäude mit Krüppelwalmdach liegt nur wenige Meter östlich von Chor der Kirche und grenzt an die Mauer des alten Kirchhofes. Das teilweise aus Fachwerk, teilweise Backstein bestehende Gebäude ist weiß verputzt mit in grau abgesetzten Fenstergewänden. In der Mitte der Traufseite führt eine zweistufige Treppe zum Eingangsportal. Das Gebäude, die Kaplanei, auch Vikarie genannt, war von den Herren von Gymnich als Unterkunft für die Burgkapläne errichtet worden. Später diente das Haus als Wohnung der Gymnicher Vikare, bis es die Pfarrgemeinde Gymnich 1970 erwarb. Danach bewohnte Gräfin Miranda de Maistre bis zu ihrem Tode das Haus. | 17./18. Jh.                              | 09.01.1996       | 254             |
| Pfarramt / Backsteinhaus                     | Pfarramt / Backsteinhaus | Gymnicher Hauptstraße 1         | Das zweigeschossige giebelständig zur Straße stehende Pfarrhaus mit drei Fensterachsen wurde 1874 unter Pfarrer von der Burg nach Entwürfen des Kommunalbaumeisters Karl Friedrich Schubert erbaut. An das Gebäude mit abgesetztem Sockel und freiliegenden, vergitterten Kellerfenstern schließt sich ein zweigeschossiger Trakt an einer Traufseite an. Ein Geschosstrennungsgesims verläuft zwischen Unter- und Obergeschoss. In der Gebäudeecke im Obergeschoss steht in einer Nische eine Madonna. Der Eingang befindet sich an der Traufseite gegenüber dem Südportal der Kirche. | 1874                                     | 10.01.1996       | 255             |
| 1-geschossiges Backsteinhaus                 | 1-geschossiges Backsteinhaus | Gymnicher Hauptstraße 22        | Das eingeschossige an der Straßenseite verputzte Backsteinwohnhaus liegt mit der Traufseite zur Straße. Dem seitlichen Hauseingang ist eine zweiläufige Freitreppe vorgelagert. An der Straßenseite sind die Sprossenfenster mit Sohlbänken und Schlagläden versehen. Im Giebeldreieck befinden sich drei kleine Fenster. | 18. Jh.                                  | 06.02.1996       | 258             |
| weitere Bilder                               | 2-geschossiges Backsteingebäude                                                                                                   | Kerpener Straße 2               | Das zweigeschossige Backsteingebäude mit abgesetztem Sockel und Zugangstreppe liegt mit der Traufseite zur Straße. Die ehemalige Toreinfahrt ist ersetzt durch ein großes Fenster. Über die Fassade verläuft ein Geschosstrennungsgesims; die Traufzone ist als angedeutetes Spitzbogenfries gestaltet. | Ende 19. Jh.                             | 07.02.1996       | 259             |
| weitere Bilder                               | 2-geschossiges Backsteinhaus | Sternenstraße 7 Karte           | Das zweigeschossige Backsteinwohnhaus mit abgesetzten verputzten Sockel und einer seitlichen großen korbbogigen Hofeinfahrt liegt traufseitig zur Straße. Die Fassade ist durch Absetzung mit roten Ziegeln gestaltet. | 2. Hälfte 19. Jh.                        | 07.06.1996       | 264             |
| weitere Bilder                               | Wegekreuz | Kehler Weg                      | Das Kreuz mit einem Metallkorpus steht auf einen zweifach gestuften Sockel an der Nordwand eines Silos. Inschrift auf dem Sockel: VOR BLITZ UND UNGEWITTER BEWAHRE UNS HERR JESUS CHRIST ERNEUERT 1955 | 1955                                     | 16.09.1996       | 269             |
| weitere Bilder                               | Missionskapelle und alter Friedhof, Grabkreuze des alten Kirchhofs in der Kirchenwand St. Kunibert, Grabkreuz von 1724 abgebildet | Gymnicher Hauptstraße           | Das Kreuz auf dem alten Friedhof wurde 1777 von den Kölner Bürgern, den Eheleuten Johannes Berghaus und Maria Elisabeth Graef, zur Abwendung der Pest gestiftet. Bei der späteren Verwendung als Missionskreuz wurde es in den an der Ostseite des alten Kirchhofes 1874 errichteten neugotischen Backsteinbau versetzt, der als „Missionskreuzkapelle“ bezeichnet wird. Auf dem alten Friedhof (Kirchenvorplatz von St. Kunibert) wurden sechs Grabkreuze an der Kirchhofsmauer von St. Kunibert aufgestellt. | 1777, 1874; Grabkreuze von 1691 bis 1785 | 25.09.1996       | 276             |
| Geburtshaus Pater Kentenich                  | Geburtshaus Pater Kentenich | Kunibertusplatz 9               | Das Geburtshaus von Pater Kentenich, dem Gründer der Schönstattbewegung, wurde restauriert und als Gedenkstätte und Versammlungsort eingerichtet. | 18. Jh.                                  | 30.06.1996       | 278             |
| 1-geschossiges Fachwerkhaus, 18. Jahrhundert | 1-geschossiges Fachwerkhaus, 18. Jahrhundert                                                                                      | Kunibertusplatz 13              | Das traufseitig zur Straße liegende eingeschossige Fachwerkhaus mit abgesetztem Backsteinsockel wurde im 18. Jahrhundert errichtet. Es besitzt an der Traufseite sechs kleine Fenster und eine seitlich eingebaute Tür mit einer Treppe. Die Dachgauben wurden bei der Restaurierung eingebaut, auch die seitlich anschließende Durchfahrt wurde erneuert. Ein Inschriftbalken neben der Hoftür in Höhe des Türsturzes gibt das Erbauungsjahr und die Erbauer an. ADAM VOIS UND CHRISTINE HOMERZHEIM ERBAUTEN MICH I H S AM ? JANUAR DES JAHRS ANO DOMINI 1788 | 1788                                     | 27.11.1996       | 279             |
| Galvanoplastik Engel                         | Galvanoplastik Engel | Friedhofsweg                    | Der Galvano Engel, eine Skulptur aus Galvanoplastik steht auf einem hohen Grabmal der Eheleute Welter. In der rechten Hand hält er ein Kreuz und eine Palmzweig, die linke Hand weist zum Himmel. | um 1904                                  | 30.11.1998       | 301             |
| weitere Bilder                               | Friedhofsmauer und Grabanlagen | Friedhofsweg                    | Vom alten Friedhof wurden 11 Grabkreuze aus dem 17. und 18. Jahrhundert auf den 1841 eingerichteten neuen Friedhof aufgestellt. | 1841; Grabsteine 1666–1778               | 15.03.2005       | 301             |
|                                              | Grabplatte Holzschuher, Schloss Gymnich                                                                                           | Balkhausener Straße 2           | |                                          | 26.03.2007       | 352             |
|                                              | Grabmal Welter | Friedhof Gymnich                | |                                          | 12.07.2021       | 372             |

## Belege
1. ↑  Denkmalliste der Stadt Erftstadt, übermittelt durch die Untere Denkmalbehörde Erftstadt
2. ↑  Matthias Weber: Erftstadt-Gymnich. Köln 1984. S. 201
3. ↑   Frank Bartsch, Dieter Hoffsümmer, Hanna Stommel: Denkmäler in Erftstadt. Erftstadt 1998-2000. Kapitel 8.3 Pfarrkirche St. Kunibert
4. ↑  Matthias Weber: Erftstadt Gymnich. Köln 1984. S. 201–202
5. ↑   Frank Bartsch, Dieter Hoffsümmer, Hanna Stommel: Denkmäler in Erftstadt. Erftstadt 1998-2000. Kapitel 8.4 Ehemalige Gymnicher Mühle
6. ↑   Frank Bartsch, Dieter Hoffsümmer, Hanna Stommel: Denkmäler in Erftstadt. Erftstadt 1998-2000. Kapitel 8.7 Gymnich Kämischhof
7. ↑  Matthias Weber: Erftstadt Gymnich. Köln 1984. S. 204–205
8. ↑   Frank Bartsch, Dieter Hoffsümmer, Hanna Stommel: Denkmäler in Erftstadt. Erftstadt 1998-2000. Kapitel 8. 5. 2 Gymnich Fachwerkhof
9. ↑  Matthias Weber – Erftstadt-Gymnich: Heimatbuch – 1. Auflage – Köln: Bachem 1984
10. ↑  Matthias Weber: Erftstadt-Gymnich. Köln 1984. S. 161–162
11. ↑   Frank Bartsch, Dieter Hoffsümmer, Hanna Stommel: Denkmäler in Erftstadt. Erftstadt 1998-2000. Kapitel 8. 5.1 Gymnich Wohnhaus Kohlstraße 3
12. ↑  Matthias Weber: Erftstadt-Gymnich. Köln 1984. S. 244–246
13. ↑  Matthias Weber: Erftstadt-Gymnich. Köln 1984. S. 244
14. ↑  Matthias Weber: Erftstadt-Gymnich. Köln 1984. S. 243
15. ↑  Matthias Weber: Erftstadt-Gymnich. Köln 1984. S. 177